# Хиро Фајнс Тифин
Хиро Борегард Фолкнер Фајнс Тифин (енгл. Hero Beauregard Faulkner Fiennes Tiffin; Лондон, 6. новембар 1997) британски је глумац, манекен и продуцент. Познат је по улози Хардина Скота у филмској серији After. Тумачио је 11-годишњег Тома Ридла, младу верзију антагонисте Лорда Волдемора, у филму Хари Потер и Полукрвни Принц.

## Детињство и младост
Рођен је 6. новембра 1997. године у Лондону, у Енгеској. Син је редитељке Марте Фајнс и директора фотографије, Џорџа Тифина. Има старијег брата по имену Титан и млађу сестру, Мерси. Похађао је Основну школу Реј у Ламбету, Школу Емануел у Батерсију Школу Грејви у Тутингу. Његови ујаци су глумци Рејф Фајнс и Џозеф Фајнс.

## Филмографија
| Година | Српски назив                 | Изворни назив | Улога                   | Напомене |
| ------ | ---------------------------- | ------------- | ----------------------- | -------- |
| 2008.  |                              |               | Спартак                 |          |
| 2009.  | Хари Потер и Полукрвни Принц |               | Том Ридл (са 11 година) |          |
| 2012.  |                              |               | млади Черли             |          |
| 2016.  |                              |               | Џек                     |          |
| 2017.  |                              |               | Адам                    |          |
| 2019.  |                              |               | Хардин Скот             |          |
| 2020.  |                              |               | Брукс Густафсон         |          |
| 2020.  | : После судара               |               | Хардин Скот             |          |
| 2021.  | : После пада                 |               | Хардин Скот             |          |
| 2022.  | : После срећног краја        |               | Хардин Скот             |          |
| 2023.  | After: Финале                     |               | Хардин Скот             |          |

| Година | Назив | Улога       | Напомене               |
| ------ | ----- | ----------- | ---------------------- |
| 2019.  |       | Хардин Скот | поглавље 98, „Опклада” |
| 2020.  |       | Сем         | епизода: „Велико вече” |
| 2020.  |       | проповедач  | поглавље 13            |

| Година | Српски назив | Изворни назив | Улога      | Напомене   |
| ------ | ------------ | ------------- | ---------- | ---------- |
| 2018.  |              |               | Јоан Фулер | 5 епизода  |
| 2018.  | Тунел        |               | Лео        | 1. епизода |
| 2019.  |              |               | Џејк       | 5 епизода  |